# GPS-трекер
GPS-трекер (также GPS-контроллер) — устройство приёма-передачи данных для спутникового контроля автомобилей, людей или других объектов, к которым оно прикрепляется, использующее GPS для точного определения местонахождения объекта.

## Устройство
GPS-трекер содержит GPS-приёмник, с помощью которого он определяет свои координаты, а также передатчик на базе GSM, передающий данные по GPRS, SMS или на базе спутниковой связи для отправки их в серверный центр, оснащённый специальным программным обеспечением для спутникового контроля.
Кроме GPS-приёмника и передатчика, важными техническими элементами трекера является GPS-антенна, которая бывает как внешняя, так и встроенная в трекер; аккумуляторная батарея; встроенная память.
Современные мобильные телефоны и смартфоны могут использоваться в качестве GPS-трекера. Существует огромное количество приложений для периодической отправки местоположения устройства на сервер мониторинга.

## Классификация
По конструкции и сфере использования различают два класса GPS-трекеров:
- Персональный GPS-трекер — обычно так называется GPS-трекер малых размеров. Предназначен для контроля за людьми или домашними животными. Функция GPS-трекинга также существует у некоторых моделей сотовых телефонов.
- Автомобильный GPS-трекер (часто называемый: Автомобильный контроллер или Автомобильный регистратор) — это станционное устройство, которое подключается к бортовой сети автомобиля или другого транспортного средства.

## GPS-контроль транспорта
Используя GPS для определения местоположения объекта и различные каналы связи для доставки информации пользователю, системы контроля транспорта позволяют детально проследить весь маршрут автомобиля и контроль других многочисленных параметров.
Сферы применения GPS-контроля транспорта:
- Транспортные компании
- Службы экстренной помощи
- Страховые компании
- Автопарки
- Охранные службы
- Службы перевозки пассажиров
- Службы спасения
- Строительные компании
- Инкассаторские службы
- Сельскохозяйственные предприятия
- Курьерские и почтовые службы
- Коммунальные службы
- Торговые компании
- Таксопарки и диспетчерские службы такси
- Личный автомобиль
- Приложение ТранспортCity

Принцип действия системы GPS-контроля транспорта
Основным устройством в системе GPS-контроля транспорта является ГЛОНАСС/GPS/GSM-терминал, выполняющий функции определения координат при помощи спутникового приемника, сбор информации от бортового оборудования и дополнительных датчиков, пересылку информации по каналам GSM-связи, управление бортовым оборудованием по командам, поступающим от оператора. Собранная информация дальше передаётся на сервер обработки в виде бинарного AVL-пакета, содержащего «снимок» получаемых терминалом данных — время, координаты, значение внутренних и внешних параметров. AVL-пакет передается на сервер в процессе движения транспорта через каналы беспроводной связи, GPRS или 3G или во время стоянки на базе через прямое кабельное подключение. Пользователь затем получает информацию с сервера при помощи клиентской части программного обеспечения, или, в некоторых случаях — прямо через браузер, используя WEB-интерфейс системы.
Преимущества использования GPS-систем контроля транспорта
- Сокращение пробега автотранспорта. За счёт оптимизации маршрутов, перенаправления потока транспорта в зависимости от текущей обстановки достигается сокращением пробега на 5–15 %.
- Исключение «человеческого фактора». Система контроля за автотранспортом пресекает нецелевое использование в личных целях или совершение «левых» рейсов.
- Повышение эффективности использования транспорта. Грамотная автоматизированная диспетчеризация с контролем в режиме реального времени даёт возможность снизить время простоя техники и повысить степень загрузки грузового транспорта.
- Улучшение качества обслуживания клиентов. Эффективное управление, основанное на постоянном контроле, позволяет увеличивать скорость обслуживания клиентов, быстро решать возникающие спорные ситуации.
- Уменьшение расхода топлива на 20–30 %.

## Персональный GPS-контроль
Сферы применения персонального GPS-контроля:
- Наблюдение за выездными сотрудниками компаний: страховые, рекламные агенты, мерчендайзеры, торговые агенты, курьеры и пр.;
- Слежение за ценным багажом, грузом;
- Наблюдение за детьми, пожилыми родственниками;
- Слежение за животными;
- Туризм, активный отдых.

Состав комплекса персонального контроля
В состав программно-аппаратного комплекса входят персональные трекеры, сервер со специальным программным обеспечением и устройства конечных пользователей — персональные компьютеры, подключённые к сети Интернет и/или сотовые телефоны, способные выполнять загружаемые программы определённого типа и имеющие выход в сеть Интернет.
Также в комплекс входят навигационные спутники системы GPS, сеть сотовой связи GSM и всемирная информационная сеть Internet. По причине общедоступности и глобальности этих составляющих комплекс может быть применен везде, где есть:
1. возможность для трекеров принимать сигналы навигационных спутников GPS;
2. покрытие сотовой связью системы GSM;
3. выход в информационную сеть Internet.

Пользователь может осуществлять контроль лиц (животных, объектов), оснащённых персональными трекерами, практически по всей территории земного шара. Кроме того, пользователь сам может находиться при этом на значительном удалении от своего обычного места расположения — лишь бы и в том, и в другом случаях выполнялись вышеупомянутые три условия.
Принцип действия системы персонального контроля
Устройство записывает полученную информацию с регулярными интервалами, а затем может эти данные записывать или передавать их посредством радиосвязи, GPRS- или GSM-соединения, спутникового модема на сервер поддержки или другой компьютер (например, в виде SMS или по сети Интернет). В случае использования сервера поддержки, он обрабатывает полученные данные и регистрирует их в своей базе данных; затем пользователь трекера может зайти на сервер системы в сети Интернет под своим именем и паролем, и система отображает местонахождение и географию перемещения на карте. Передвижения трекера можно анализировать либо в режиме реального времени, либо позже. Функция GPS-трекинга существует у некоторых моделей сотовых телефонов.

## Оборудование для GPS-контроля
Исходя из областей использования, различают два вида GPS-оборудования:
- GPS-трекеры для слежения за транспортом (навигационные трекеры). Помимо приборов локальной навигации, указывающих водителю текущее местоположение и (возможно) маршрут к заданной точке, на рынке появились приборы контроля и контроля транспортных средств, показывающие определённому лицу (диспетчеру) маршрут и/или текущее местоположение и информацию о состоянии транспортного средства. Последние приборы могут работать как в режиме реального времени (передавая данные по беспроводному каналу связи), так и в режиме «черного ящика», сохраняя данные о транспортном средстве в течение некоторого времени (с последующей передачей данных по беспроводному или проводному каналу связи). Приборы нового поколения обладают существенно расширенными функциональными возможностями — большим набором подключаемых внешних датчиков, значительным объёмом «черного ящика» для хранения результатов измерений и т. д.
- Персональные GPS-трекеры. Данные приборы предназначены для определения местоположения человека (объекта) при помощи навигационных спутников и передачи этих данных на сервер. Кроме того, большинство этих приборов позволяет передавать на сервер сигнал о нажатии функциональной кнопки (кнопка SOS). Некоторые приборы имеют голосовой канал для связи с одним или несколькими абонентами, для прослушивания обстановки и/или для приема входящих вызовов (в большинстве подобных приборов реализована только часть этих функций).

## Особенности применения
Трекер может применяться для определения местонахождения людей, животных, товаров или транспорта, а также других объектов. GPS-трекер фиксирует данные о местоположении и с регулярными интервалами передаёт их посредством радиосвязи, GPRS- или GSM-соединения, спутникового модема на серверный центр контроля или просто компьютер со специальным программным обеспечением. Пользователь трекера, либо диспетчер ведущий контроль за объектом, может подключиться к серверу системы, используя программу-клиент либо web-интерфейс под своим логином и паролем. Система отображает местонахождение объекта и историю его перемещения на карте. Передвижения трекера можно анализировать либо в режиме реального времени, либо позже.
Возможности применения трекеров включают:
- Контроль за передвижением транспорта. Например, транспортная компания или такси-сервис могут поставить трекер в автомобили и получать информацию о времени и маршруте, искать угнанный автотранспорт. Смотри спутниковый мониторинг транспорта.
- Контроль за параметрами эксплуатации транспортных средств. Информация может быть получена с имеющихся на автомобиле, либо дополнительно устанавливаемых датчиков. Так, могут быть получены данные об объёме топлива в баке, расходе топлива двигателем, нагрузке на ось, температуре в авторефрижераторе и т. п.
- Наблюдение за людьми. Могут использоваться для контроля за передвижениями человека чаще всего, для поиска и защиты детей или пожилых людей.
- Наблюдение за работниками. GPS-контроль помогает выявить маршрут выездных работников (торговых представителей, водителей, товароведов и других).
- Контроль за передвижением животных. Такие трекеры могут быть в виде ошейников или использоваться учёными или хозяевами домашних животных.
- Контроль за ходом спортивных соревнований. Трекер позволяет узнать о маршруте участника соревнований (например, в планеризме), джоггинге, при проведении автопробегов[1]).
- Полуавтоматическое снабжение цифровых фотографий геотегами в EXIF/IPTC, для привязки фотографий к глобальным координатам и дальнейшего просмотра на картах.

## Контрмеры против GPS-контроля
Существует несколько случаев, когда люди пытаются вывести GPS-трекер из строя, дискредитировать систему контроля в целом.
- Кража объекта, за которым ведётся контроль
- Нарушение дисциплины тем человеком, за которым ведётся контроль
- Другие уголовно-наказуемые действия. Хищение топлива, сговор с целью обогащения (в системах контроля качества несения патрульной службы).

В первом случае против GPS-трекера используются средства подавления GSM/GPS сигнала от трекера. Во многих странах использование средств подавления сигнала считается незаконным. При этом большинство GPS-трекеров имеют встроенную память на несколько сот тысяч точек и могут записывать своё местоположение при отсутствии связи с сетью GSM. При этом после восстановления соединения с серверным центром, туда передаётся вся информация, накопленная в чёрном ящике.
Некоторые программные комплексы предусматривают срабатывание тревожного уведомления в случае потери связи с прибором, что позволяет принять меры экстренного реагирования сразу же после активации злоумышленником средств подавления GSM сигнала.
Во втором случае лицом, заинтересованным в порче GPS-трекера является водитель служебного автомобиля, который находится под контролем системы спутникового контроля. Такому водителю контроль не позволяет бесконтрольно использовать служебный транспорт в личных целях, блокирует большинство схем скрытого хищения материальных средств работодателя. Ко второму случаю относится персонал компаний, который работает удалённо и не хочет соблюдать трудовую дисциплину. Простои, несоблюдение маршрутов или отсутствие работника в указанном месте в заданное время, приписки и прямое хищение топлива не могут не отражаться на финансовых результатах работы предприятия, эффективности работы государственных организаций.
В третьем случае заинтересованное лицо желает получить материальную выгоду от невыполнения своих служебных обязанностей и при этом уйти от ответственности. Примером может служить охрана границ и периметров объектов. Как правило, в таких случаях субъект пытается отключить электропитание GPS-трекера, отключить дополнительные датчики, при помощи которых система следит за параметрами расхода топлива и далее представить ситуацию как отказ оборудования.
Чаще всего трекеры выводят из строя механически, либо путём воздействия на них высокого напряжения или электромагнитных волн.